# Equalização da tributação sobre a propriedade
A equalização é um passo na tributação da propriedade para uniformizar os níveis de avaliação fiscal em diferentes áreas geográficas ou classes de propriedades. A equalização assume geralmente a forma de uma percentagem uniforme de aumento ou diminuição para cada área ou classe de propriedade.
As tentativas de equalização explícita nas avaliações fiscais remontam, pelo menos, desde 1799.